# Chrást (okres Plzeň-město)
Chrást (německy Chrast) je obec v okrese Plzeň-město v Plzeňském kraji. Leží zhruba deset kilometrů severovýchodně od centra Plzně. Žije v ní přibližně 1 900 obyvatel. Leží při soutoku řek Berounky a Klabavy, které tvoří hranici obce ze západu, severu a částečně východu.
Vesnice byla poprvé zmíněna roku 1242, kdy byla společně s blízkým hradem Věžkou v majetku pánů z Chrástu. Od 16. století patřila městu Plzni. Během druhé světové války zde byl aktivní protinacistický odboj. V obci se ze služeb nachází základní a mateřská škola, základní umělecká škola, zdravotní středisko, poštovní úřad a knihovna. 

## Historie

### Počátky osídlení v okolí
Oblast při soutoku Berounky a Klabavy byla osídlena již v mladší době kamenné. V okolí byly nalezeny pozůstatky dvou pravěkých sídlišť – starší při východním okraji Dýšiny a mladší v okolí zříceniny hradu Věžka.
Více nálezů je z doby bronzové. Velké mohylové pohřebiště bylo zničeno těžbou železné rudy mezi Horomyslicemi a Ejpovicemi. Na hranici Chrástu a Nové Huti se nachází menší pohřebiště z této doby, které čítá 125 mohyl. Nálezy z této lokality jsou umístěny v Západočeském muzeu v Plzni. Obdobné pohřebiště se nachází v Zábělé v lokalitě Černá mýť. Naproti soutoku Berounky a Klabavy bylo odkryto velké hradiště Kozel z pozdní doby bronzové. Přímo v Chrástu bylo hlášeno několik nálezů, např. bronzová sekerka, mohyla v lokalitě Závrtek a při stavbě stadionu odhalen hrob milavečské kultury. Z doby halštatské se poblíž obce dochovalo mohylové pohřebiště v Zábělé na Holém vrchu, které bylo později překryto slovanským hradištěm.
Až do příchodu Slovanů nejsou vyjma několika římských mincí známy žádné nálezy. Slovanské hroby byly odkryty jednak v Zábělé, jednak mezi Chrástem a Dýšinou. Při kopání v Dýšině byly objeveny střepy datované do 8. století, které jsou jediným důkazem existence slovanské osady v této oblasti.

### Středověk a páni z Chrástu
Nejstarší historie obce je spjata s rodem Dobrohostů z nichž později vzešli páni z Chrástu, kteří založili nejprve dvorec, okolo nějž postupně rostla vesnice a následně i tvrz. První písemná zmínka o obci pochází z roku 1242, kdy na dvorci hospodařil dle královské listiny Adam, ačkoliv dvorec je zřejmě již z doby okolo roku 1200. Touto listinou král Václav I. daroval vesnici chotěšovskému klášteru za účelem většího zalidnění okolí. Vesnice se rozšiřovala jižním směrem, kde se dodnes nacházejí nejstarší budovy. Na severním prudkém svahu si páni z Chrástu vybudovali tvrz, prvně připomínanou roku 1283. Vesnice dlouho klášteru nepatřila, ale byla přičleněna právě ke zmiňované tvrzi. Moc rodu v okolí postupně rostla, v roce 1318 je pánem tvrze Beneda z Chrástu a v roce 1336 Lipolt z Chrástu. Jeho syn Otík z Chrástu se stává roku 1340 sudím kraje plzeňského a později královským místosudím. V roce 1377 mu patří hrad Věžka, jeho bratr Beneš v této době drží tvrz Zvíkovec. Moc rodu dosáhla vrcholu za Otíkova syna Petra z Chrástu, který získal zpět Věžku, ztracenou při konfliktu s králem Václavem IV., v roce 1415 připojuje k panství Třemošnou a v roce 1420 získává od krále Zikmunda Nynice. Rod je zván Žďárští z Chrástu a z jejich znaku vychází dnešní znak obce. S Petrem z Chrástu přichází také úpadek rodu, protože krátce po získání Nynic se přidává ke kališníkům, králem Zikmundem mu jsou statky zabaveny a dány městu Plzni. Nároků se ovšem Petr z Chrástu nevzdal a zřejmě své majetky získal zpět, protože roku 1434 přechází vlastnictví hradu i tvrze od něj na Přibíka z Klenové. Rod Žďárských z Chrástu poté ještě drží některé majetky (Horomyslice, Osek, Libkovice), ale v roce 1567 z historie mizí.
Samotná tvrz byla v roce 1434 zřejmě již poškozena a dále chátrala. Ačkoliv o ní bylo v pozdějších zápisech referováno jako o hrádku či dokonce starém hradu, na jejím místě postupně rostly jiné stavby. Podle plzeňských zápisů tvrz stávala v místech dnešních čísel popisných 52 a 53.

### Novověk
Další zmínka o obci pochází z 19. srpna roku 1476, kdy vnuk Přibíka z Klenové Jan dává svůj dvůr zákupním právem v dědičné užívání obyvatelům Chrástu. Tím byly také stanoveny jejich daňové povinnosti vzhledem k majiteli obce a králi. Krátce nato se Chrást stává majetkem pánů z Kolovrat, kterým v té době patřil také hrad Libštejn u Liblína. V roce 1510 Albrecht z Kolovrat umírá a odkazuje vesnici bratrům Janovi a Bernardovi z Valdštejna, svým nevlastním synům, kteří ji roku 1514 zastavují a roku 1517 prodávají městu Plzni.

#### Rozsah obce

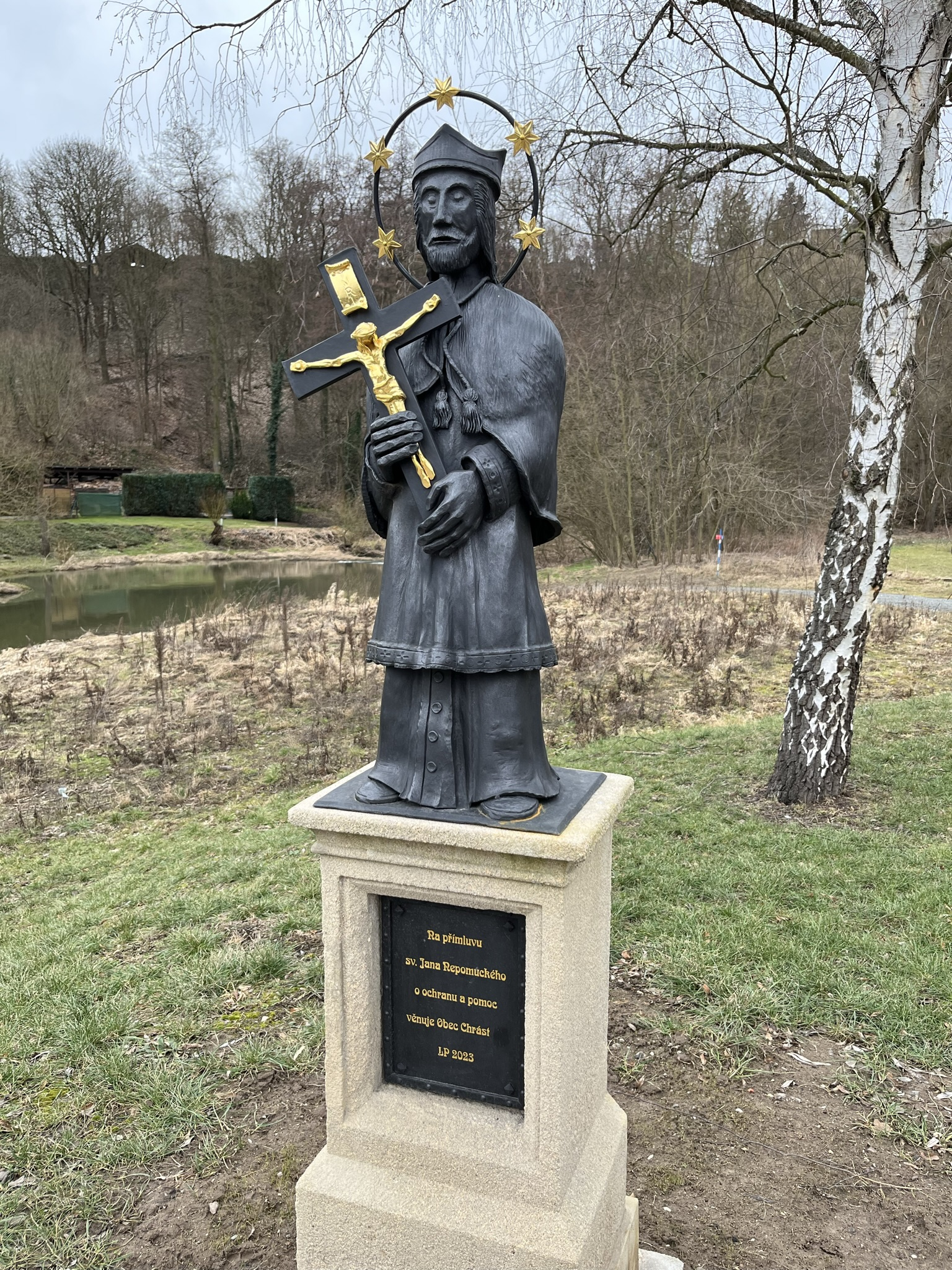
Obnovená socha svatého Jana Nepomuckého v Dolním Chrástu

Od roku 1592 máme podrobnější a přesnější zprávy ze dvoudílné knihy Vesnice města Plzně. Podle těchto zápisů je kolem roku 1600 v Chrástu třináct dvorů, mlýn a čtyři chalupy u starého hradu, tedy chrástecké tvrze. Na severu vesnice končila Štěnětovským dvorem, což je nynější č. p. 31 (spolu s čísly 32 a 143) naproti obecnímu úřadu. Dále podél cesty Šulíkovský dvůr, Duchkovský dvůr, Kurojedský dvůr a poslední Pietkovský dvůr, později zvaný U Lantichů, na jehož místě stojí dnes zdravotní středisko. Na druhé straně cesty, naproti posledně jmenovaným stavením stojí Hrabětovský dvůr a Králův dvůr. Posledních šest dvorů bylo umístěno podél silnice do Dolejšího Chrástu, nejvýše stál Kučerovský dvůr, pod ním dnes již zbořený Ševcovic dvůr, Chudobovský dvůr, Malíkův dvůr, Polákovský nebo také Hříchovský dvůr (čp. 12) a poslední Chudáčkovský dvůr. Všechny chalupy se nacházely u bývalé tvrze. Tím je poprvé vyznačen rozsah vesnice. V této době k Chrástu již patřil mlýn na Klabavě, zvaný později Kouřimský, dnes známý jako Martínkovský.
Z doby třicetileté války není o obci mnoho známo. Jisté je, že nebyla zničena vojskem, nicméně nepříznivé válečné poměry se na obyvatelstvu podepsaly, jak dokládají zprávy o nepravidelných platbách městu Plzni z této doby. Po třicetileté válce byl proveden soupis obyvatel a byly vyměřeny nové zemské daně. Obyvatelstvo se věnovalo až do konce 17. století zejména zemědělství a pastevectví – pěstováno bylo zejména žito a pšenice, chovány ovce a koně. Dělení dvorů mezi potomky sedláka nebylo dovoleno, proto zůstával počet stavení až do roku 1690 stejný.

#### Založení hamru a rozvoj obce
Okolo roku 1680 byly založeny městem Plzní v Chrástu železné hutě, mezi obyvateli zvané verky, a byla povolena stavba nových chalup, což nastartovalo rozvoj obce. V oblasti Dolního Chrástu, na pravém břehu Klabavy naproti bývalé tvrzi, byly vystavěny pece a hutě, a také dům pro správce – šichtmistra, známý jako šichtamt. Dále byl pro účely hutí postaven mezi Kouřimským mlýnem a obcí jez, od kterého byl vyhlouben asi kilometr dlouhý náhon, dosud funkční, který se připojuje zpět k řece až u Jílkova mlýna. Správci hutí svým původem vynikali nad ostatní obyvatele obce. Správce hutí od roku 1721, Jan Lantich, dal u řeky vztyčit sochu sv. Jana Nepomuckého, která se však nedochovala. Socha byla obnovena v souvislosti s rekonstrukcí blízkého mostu v roce 2023.

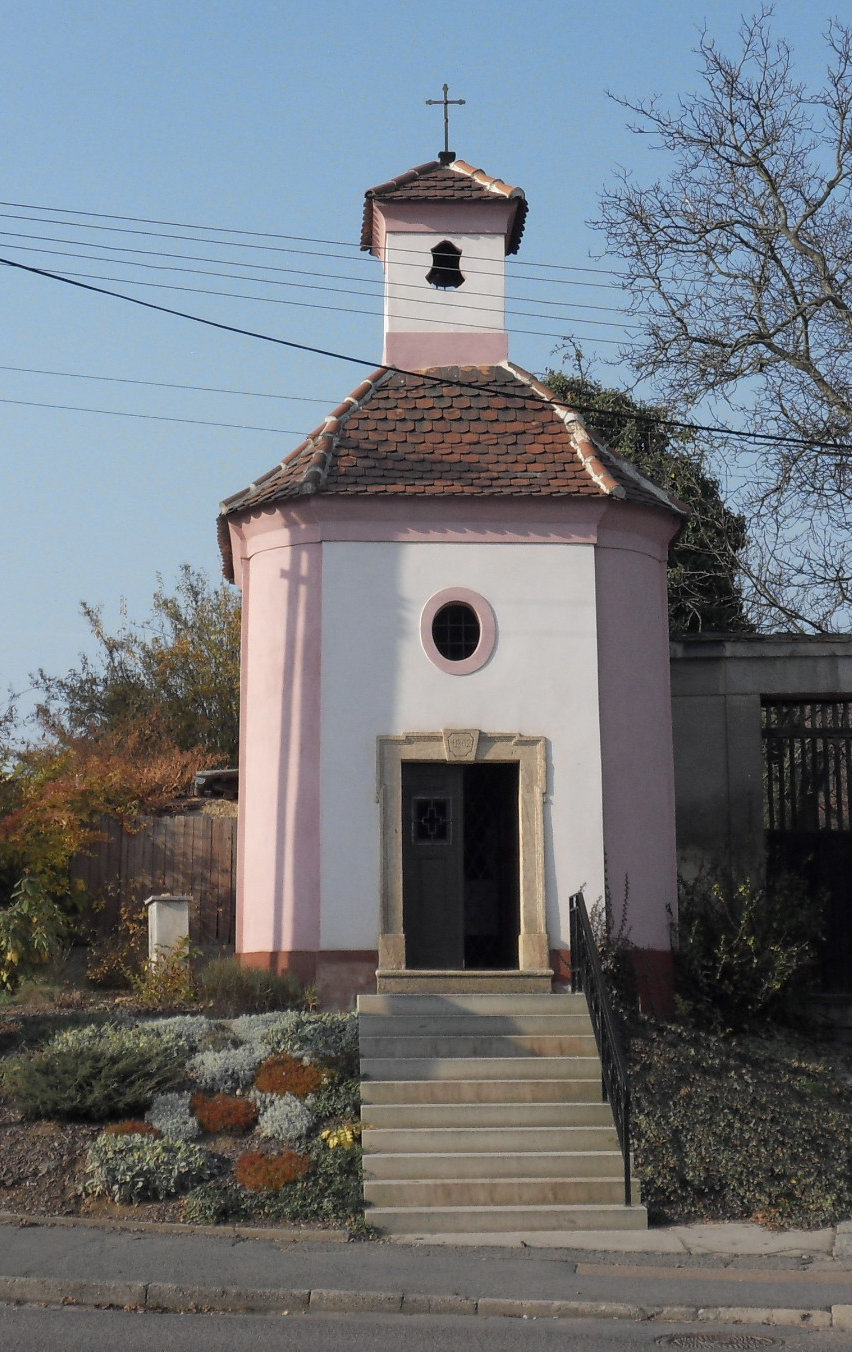
Kaple Panny Marie

Se založením hutí se do obce přistěhovaly zcela nové rodiny a došlo k rozvoji řemesel. Původně čistě zemědělská obec se pomalu stávala průmyslovou. V 18. století se podle Chudáčka v obci nacházeli dva krejčí, švec, zedník, dva tesaři a tři uhlíři. Nová stavení vznikala jak v Dolním Chrástu u hutí, ale také v Horním Chrástu, kde bylo umožněno oddělovat pozemky od dosavadních dvorů.

### 19. století
Počátek století je v Chrástu spojen s dlouholetým rychtářem Jiřím Martínkem, jehož zásluhou byla v roce 1802 vystavěna kaple Panny Marie, v roce 1805 založena škola a vystavěna obecní kovárna. Původní školní budova byla postavena v roce 1808 a stála na témže místě, kde stojí budova současná. Kvůli výstavbě byla zbořena obecní pastuška. V prvním desetiletí 19. století postihla obec řada požárů. Nejničivější nastal v červenci 1811, kdy vyhořela většina Horního Chrástu včetně školy a kovárny. Škola byla neprodleně obnovena na výlohy plzeňského magistrátu, nicméně obec následně musela náklady splácet. Požár byl využit pro přestavbu obce – dříve natěsno postavené chalupy lehly popelem a nově byly postaveny za vesnicí, na obecním pastvišti kde se říkalo Na průhonu, tedy severně od bývalé tvrze.

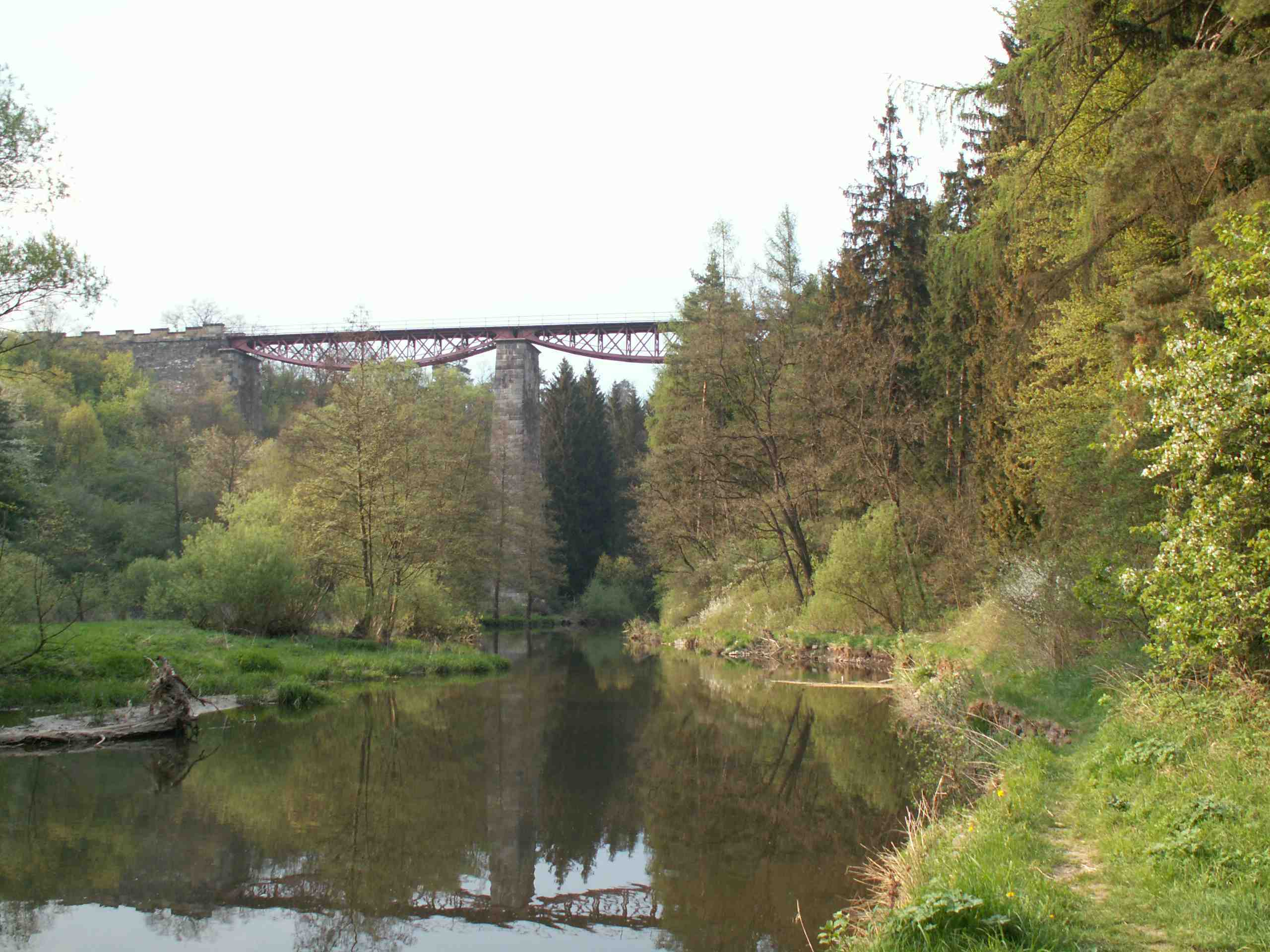
Železniční most přes Klabavu

K dalšímu rozvoji obce došlo v druhé polovině 19. století v reakci na rozvoj dopravy a průmyslu. Nejprve zde společnost Česká západní dráha vybudovala důležitou železniční trať z Prahy do Plzně, což mělo velký hospodářský význam pro obec a okolí. Trať byla uvedena do provozu roku 1862. Těžba černého uhlí v nedalekém Stupně si vyžádala postavení lokálky z Chrástu. Byla dokončena a zprovozněna již roku 1863 a později, v roce 1893 byla prodloužena do Radnic. Železnice překonává v bezprostřední blízkosti vesnice hluboké údolí řeky Klabavy ocelovým mostem se dvěma zděnými pilíři. Na tehdejší dobu to byla obdivuhodná stavba. Most byl nejprve dřevěný, šestipatrový. V roce 1892 byla dřevěná konstrukce nahrazena ocelovou nýtovanou konstrukcí. Při této výměně došlo k tragédii, při které zahynuli tři pracovníci a dalších devět bylo zraněno. Dnes je to technická památka a historická zajímavost, která stále slouží svému účelu. V letech 2002 až 2003 byla konstrukce mostu zpevněna a natřena.

### 20. a 21. století

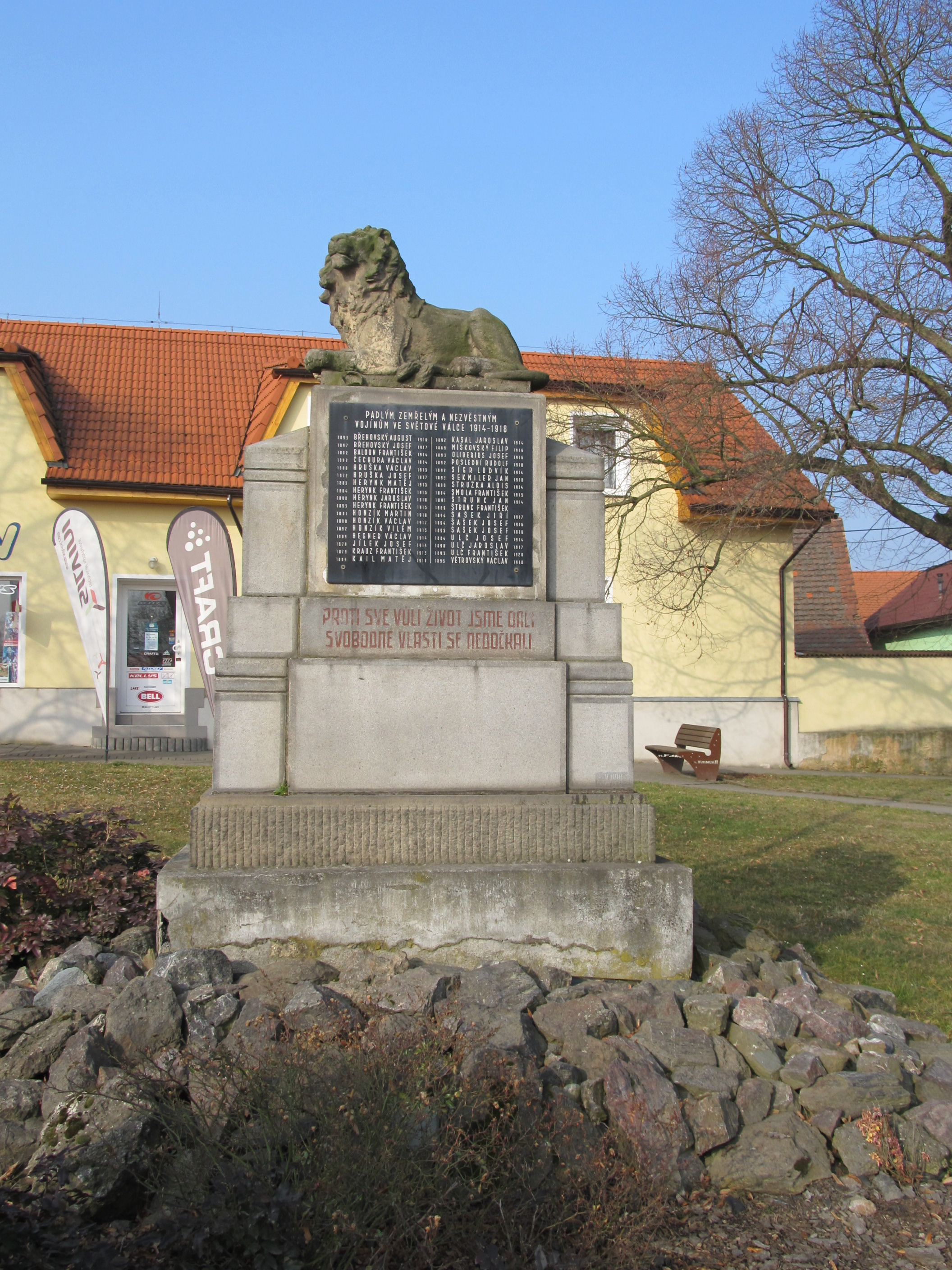
Pomník obětem první světové války

Za války poznamenala obec také řada smutných událostí. V obci byl aktivní protifašistický odboj. Připomíná jej památník obětem druhé světové války s voznicí, která sloužila za protektorátu k uschování zbraní.

## Obyvatelstvo
Počet obyvatel obce od roku 1848 do roku 1930 setrvale stoupal. Ve 20. letech započalo rozšiřování obce směrem na severozápad k Berounce a vznikla čtvrť Benátky, což se významně projevilo na počtu obyvatel i domů. V roce 1930 dosáhl počet obyvatel obce svého maxima. Následuje propad vlivem druhé světové války a v průběhu druhé poloviny dvacátého století kolísání. Vývoj počtu obyvatel a počtu domů uvádí tabulka:

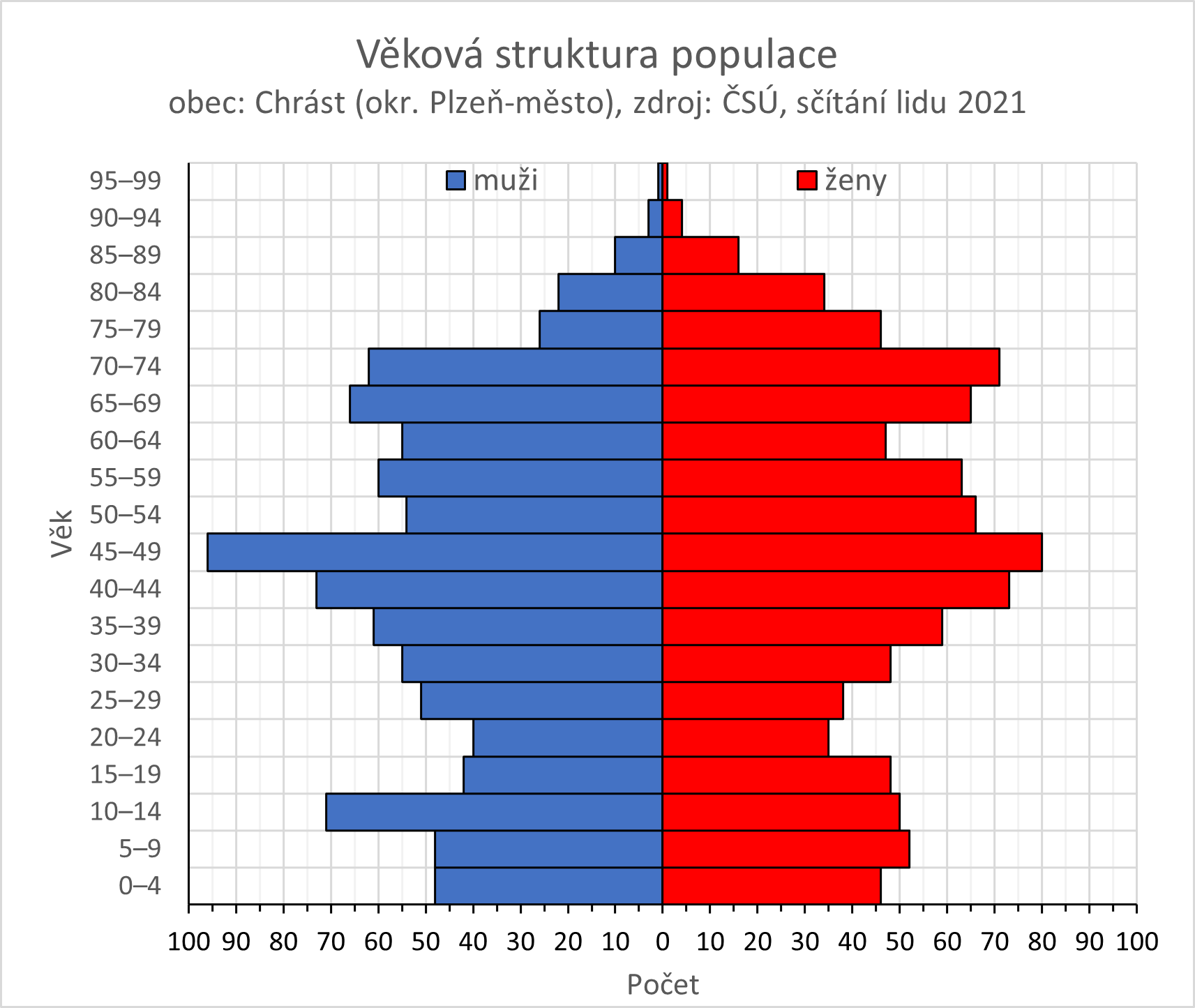
Věková struktura obyvatel obce v roce 2021

| Rok                   | 1779 | 1818 | 1848 | 1869 | 1880 | 1890 | 1900  | 1910  | 1921  | 1930  | 1950  | 1961  | 1970  | 1980  | 1991  | 2001  | 2011  | 2021  |
| --------------------- | ---- | ---- | ---- | ---- | ---- | ---- | ----- | ----- | ----- | ----- | ----- | ----- | ----- | ----- | ----- | ----- | ----- | ----- |
| Počet obyvatel        | –    | –    | 593  | 742  | 817  | 949  | 1 185 | 1 489 | 1 557 | 2 000 | 1 751 | 1 950 | 1 864 | 1 825 | 1 680 | 1 677 | 1 868 | 1 886 |
| Rozdíl počtu obyvatel | –    | –    | –    | +149 | +75  | +132 | +236  | +304  | +68   | +443  | −249  | +199  | −86   | −39   | −145  | −3    | +191  | +18   |
|                       |      |      |      |      |      |      |       |       |       |       |       |       |       |       |       |       |       |       |
| Počet domů            | 55   | 76   | 84   | 112  | 133  | 127  | 140   | 170   | 197   | 364   | 444   | 458   | 469   | 472   | 538   | 581   | 623   | 656   |
| Rozdíl počtu domů     | –    | +21  | +8   | +28  | +21  | −6   | +13   | +30   | +27   | +167  | +80   | +14   | +11   | +3    | +66   | +43   | +42   | +33   |

### Složení obyvatel
Podle sčítání lidu v roce 2021 žilo v obci Chrást 1 886 obyvatel, z toho 942 žen. Celkem 1 257 (asi 68,5 %) obyvatel se přihlásilo k české národnosti, dále jsou zastoupeni Ukrajinci (asi 1,6 %), Slováci (asi 1 %), Vietnamci či Němci.  Asi 29 % obyvatel svou národnost ovšem neuvedlo.
Obyvatelstvo se většinově (asi 86 %) nehlásí k žádnému náboženství, nebo víra nebyla uvedena. Za věřící se označilo 144 (asi 7,6 %) obyvatel, nejčastěji se ovšem nehlásí k žádné církvi či náboženskému směru. Z organizovaných věřících jsou nejčastěji zastoupeni katolíci (37,5 % ze všech věřících, asi 2,9 % ze všech obyvatel), dále evangelíci a husité.

## Obecní správa
V listopadu 2002 proběhlo místní referendum o připojení Chrástu k Plzni. Většina voličů se vyslovila pro připojení, kvůli nízké účasti ale obec zůstala samostatná. Do konce roku 2006 byla obec součástí okresu Plzeň-sever, od 1. ledna 2007 byla společně s dalšími menšími obcemi v blízkosti Plzně (například Dýšinou a Kyšicemi) přeřazena do okresu Plzeň-město.

### Obecní symboly
Znak a vlajka byly obci uděleny rozhodnutím předsedkyně Poslanecké sněmovny Parlamentu České republiky dne 24. února 2012.

## Průmysl
Dalším průmyslovým podnikem mimo železné hutě byla Kamencárna Cech svatého Víta, která byla založena v roce 1789. Ta se záhy stala dodavatelem velmi kvalitního kamence. Jeho roční produkce dosáhla 130–150 centů (1 cent = 56 kg), a výrobek se vyrovnal nejlepším cizozemským výrobkům a úspěšně se vyvážel. V 19. století byly v obci již hamry a kolem roku 1864 prachárna-chemický závod, který byl situován do údolí řeky Klabavy. Výroba však byla pronásledována řadou výbuchů a později byla definitivně zrušena. V obci byly dále dva mlýny a o rozvoj obce se zasloužila i cihelna.
Cihelna byla založena v roce 1872, jak praví současníci, pouze z plzeňského kapitálu a jmenovala se První plzeňská strojní cihelna v Chrástu. Byl to jeden z moderních podniků té doby. Tato továrna zanikla 15. července 1994.
Na jaře roku 1899 byla založena továrna Suchý, Jouza a Čáp, slévárna a strojírna , Chrást u Plzně, jejím jednatelem se stal syn jednoho ze společníků Boleslav Čáp. Každý ze tří společníků složil svůj podíl 24 tisíc tehdejší korun. Tehdejší mzda za rok byla u  dělníka  zpravidla pod 1 000 tehdejších korun. Doslova na zelené louce byla zahájena stavba řady objektů, včetně 21 metrů vysokého komína a vyhloubena studna. Již dne 31. července 1900 bylo úspěšně zahájeno prvé lití a na konci roku v továrně pracovalo již čtyřicet zaměstnanců. Továrna se dále rozvíjela a před znárodněním zde pracovalo okolo 240 pracovníků. V roce 1902 se továrna účastnila první hospodářské a živnostenské výstavy v Táboře a získala zde první cenu a státní medaili. Prodej firmy se rychle rozšiřoval. V roce 1906 byl zřízen sklad ve Vídni, rostl postupně prodej do alpských zemí, (Štýrský Hradec, Lublaň, Krems an der Donau, Brač v Dalmácii a další). Postupně přibyly také obchodní styky v bývalé Haliči i v ruském Polsku (sklady ve Lvově a Varšavě). Sortiment výroby se rozšířil o brousící a leštící stroje pro kamenický průmysl. Firma úspěšně přečkala obě světové války i meziválečnou krizi.
V únoru 1948 došlo ke znárodnění továrny a její provoz převzala Škoda Plzeň, která jej začlenila do své výroby. Byla opuštěna výroba zemědělských strojů a zahájena výroba kompresorů. V roce 1987 koncern Škoda zahájil licenční výrobu šroubových bloků B 100 a vývoj šroubových kompresorů a továrna se stala známá pod názvem ATMOS. V roce 1992 po celkové privatizaci společnosti převzal továrnu včetně značky ATMOS nový majitel, firma Liška a Kraus kompresory a byl zahájen vývoj nových řad mobilních i stacionárních šroubových kompresorů a do konce roku 1994 byla zavedena výroba šestnácti nových typů kompresorů. Firma vyrábí zejména šroubové a pístové kompresory, generátory, kompresorové stanice a další specializovaný sortiment. Výroba je značně modernizována a v roce 2020 zde bylo jen 80 pracovníků, z toho bezprostředně v dělnických profesích 45. Firma dosáhla v roce 2020 prodeje téměř za 200 milionů korun.
V Chrástu působí firma Baumruk & Baumruk, která se nachází poblíž nádraží v Uhelné ulici. Firma vyrábí sériové součásti stavebních a zemědělských strojů, zabezpečuje servis a vyváží své výrobky do mnoha evropských zemí. V roce 2017 firma zaměstnávala na plný úvazek sto pracovníků.
K význačnějším továrnám patři také firma ELIS - PLAST, s. r. o., která se zabývá výrobou a zpracováním plastických hmot.
V obci se také nachází rozvodna elektrického proudu. Jedná se o dvojité vedení 400 kV – ZVN – zvláště vysoké napětí - V431/V432 Přeštice – Chrást/Kočín, napojené na rozvodnu Přeštice.

## Pamětihodnosti
- Kaple Panny Marie na návsi
- Vodní mlýn
- Železniční most přes řeku Klabavu z roku 1892
- Pomník padlých z první světové války
- Pomník padlých z druhé světové války
- Voznice – skrýš zbraní z druhé světové války
- Pomník popravených sportovců (druhá světová válka)
- Pomník Hurvínkovi

## Osobnosti

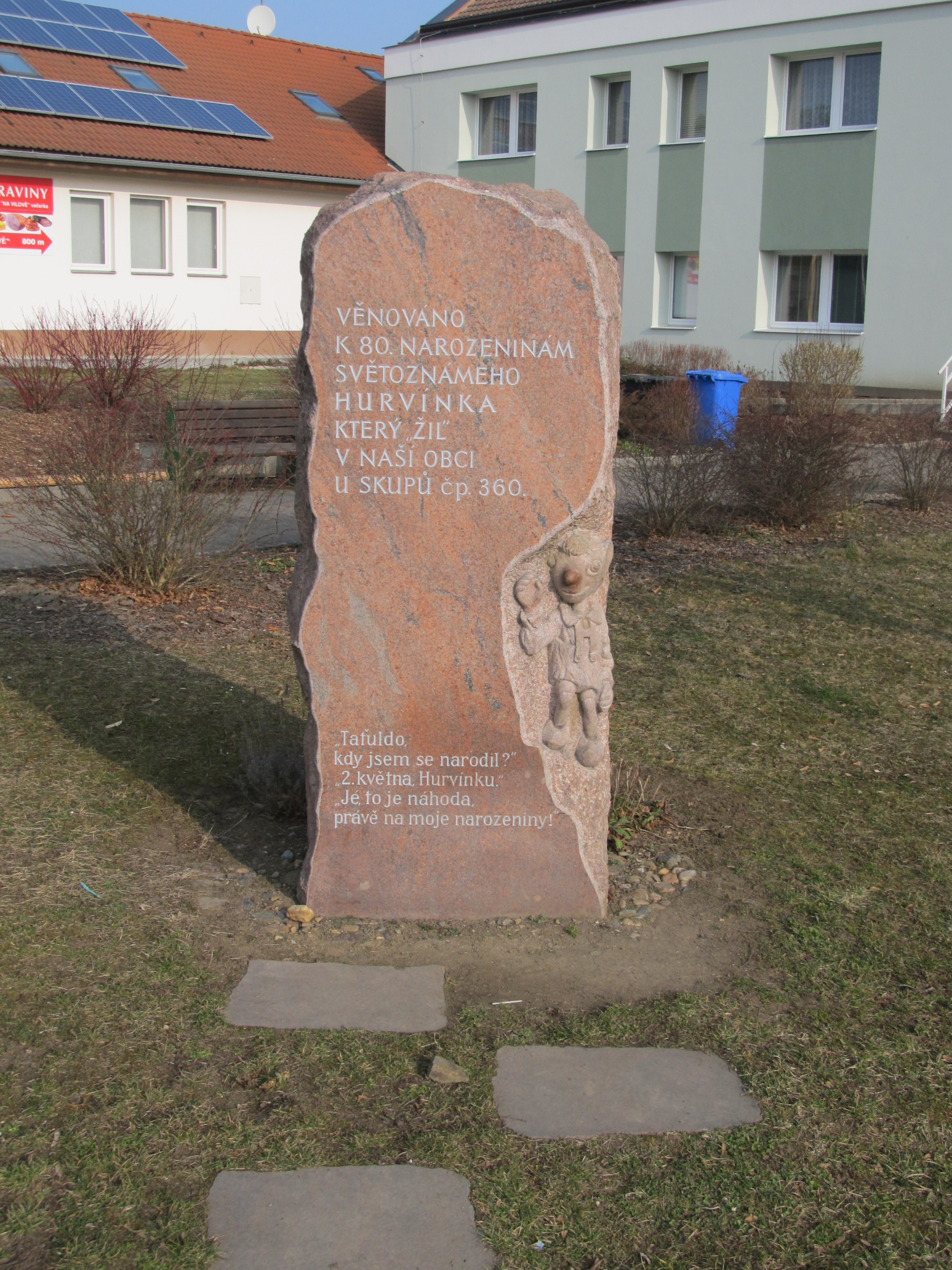
Hurvínkův pomník

Ve vesnici příležitostně pobýval Josef Skupa (1892–1957), zakladatel loutkového Divadla Spejbla a Hurvínka. Loutku Hurvínka připomíná pomník.